# جمهوری خلق اوکراین غربی
جمهوری خلق اوکراین غربی یا جمهوری ملی اوکراین غربی همچنین WUNR یا WUPR , (اوکراینی: Західноукраїнська Народна Республіка، آوانگاری: Zakhidnoukrainska Narodna Respublika)که به دلیل از وجود خود به عنوان استان غربی جمهوری خلق اوکراین (اوکراینی: Західна область Української Народної Республіки، آوانگاری: Zakhidna oblast Ukrainskoi Narodnoi Respubliky اوکراینی: ЗО УНР، آوانگاری: ZO UNR) یک حکومت کوتاه مدت بود که از نوامبر ۱۹۱۸ تا ژوئیه ۱۹۱۹ بیشتر مناطق شرقی گالیسیا را تحت کنترل داشت. این شهر شامل شهرهای لویو، ترنوپیل، کولومیا، دروهوبیچ، بوریسلاف، ستانیزلاویو (اکنون ایوانو-فرانکیفسک) و کرانه راست پرزمیسی، و بخش‌هایی از بوکوفینا و روتنی کارپات بود. از نظر سیاسی، حزب ملی دموکراتیک اوکراین (پیشرو اتحاد ملی دموکراتیک اوکراین بین دو جنگ) بر مجلس قانونگذاری تسلط داشت که توسط درجات مختلفی از ایدئولوژی کاتولیک یونانی، لیبرال و سوسیالیستی هدایت می‌شد. احزاب دیگر نماینده شامل حزب رادیکال اوکراین و حزب سوسیال مسیحی بودند.
ZUNR در بحبوحه انحلال اتریش-مجارستان به عنوان یک دولت جدا شده ظهور کرد و در ژانویه ۱۹۱۹ به‌طور اسمی با جمهوری خلق اوکراین (UPR) به عنوان استان خودمختار غربی خود متحد شد. لهستان نیز مدعی این قلمرو شده بود و تا ژوئیه بیشتر آن را اشغال کرد و دولت اوکراین غربی را مجبور به تبعید کرد. هنگامی که UPR در اواخر همان سال تصمیم گرفت که این قلمرو را برای اتحاد با لهستان علیه روسیه شوروی مبادله کند، دولت غرب اوکراین غربی از UPR جدا شد. دولت تبعیدی به ادعای خود ادامه داد تا اینکه در سال ۱۹۲۳ منحل شد.
نشان ارتش ZUNR لاجوردی بود، شیر طلایی بیداد می‌کرد. رنگ‌های پرچم آبی و زرد بود و رنگ آبی بسیار روشن‌تر از پرچم مدرن اوکراین بود.